# Technikbasiertes Abfertigungsverfahren
Das technikbasierte Abfertigungsverfahren (kurz TAV) ist ein System zur Türsteuerung, welches bei deutschen Eisenbahnen eingesetzt wird, um bei der Abfertigung von Personenzügen des Regionalverkehres den Zugbegleiter zu ersetzen. Im Fernverkehr der Deutschen Bahn wird das Verfahren im Rahmen von „Zukunft Bahn“ ab 2018 ebenfalls sukzessive eingeführt, um den Zugpersonalen mehr Zeit für Service an Bord der Züge zu geben.
Bei Personenzügen in Deutschland ist es aktuell noch üblich, dass der Zugbegleiter zur Abfahrtszeit die Türen des Zuges schließt oder schließen lässt. Nachdem alle Türen geschlossen sind, gibt er dem Triebfahrzeugführer den Abfahrauftrag und steigt selbst in den Zug. Bei TAV dagegen nimmt der Triebfahrzeugführer die Türfreigabe zurück und fährt los, sobald ihm angezeigt wird, dass alle Türen geschlossen sind. Der gesamte Zug muss dabei mit automatischen Türen ausgestattet sein, die sich auf Anforderung öffnen und nach einigen Sekunden selbsttätig wieder schließen, sobald der Türbereich frei ist.
Typische Anwendungsgebiete von TAV sind Triebwagen und Doppelstockwagen des Nahverkehrs. Auch viele private Eisenbahngesellschaften setzen TAV ein, um auf zusätzliches Personal verzichten zu können. Auch der Intercity 2 verfügt über ein TAV. Außerdem sollen zwischen 2018 und 2020 alle Züge der DB Fernverkehr mit TAV-Systemen ausgerüstet werden.
In Deutschland werden Reisezugwagen, die für das TAV ausgerüstet sind, mit einem a in der Gattungsbezeichnung gekennzeichnet.

## Vorteile
Aus Sicht der Bahn hat dieses Verfahren mehrere Vorteile:
- Personaleinsparung: Da der Zugbegleiter keine betrieblichen Aufgaben mehr wahrnimmt, kann er eingespart oder durch Mitarbeiter eines Prüfdienstes mit niedrigerem Ausbildungsstand und Tarif ersetzt werden.
- Wenn das Personal nicht eingespart wird, kann es in der sonst durch das Abfertigungsverfahren verlorenen Zeit andere Aufgaben übernehmen, wie zum Beispiel diverse Serviceleistungen im Zug.
- Energieeinsparung: Da sich die Türen selbständig schließen, werden bei geheizten oder klimatisierten Fahrzeugen deutliche Energieeinsparungen erzielt, insbesondere bei längeren Aufenthalten an Bahnhöfen und Haltepunkten.

## Nachteile

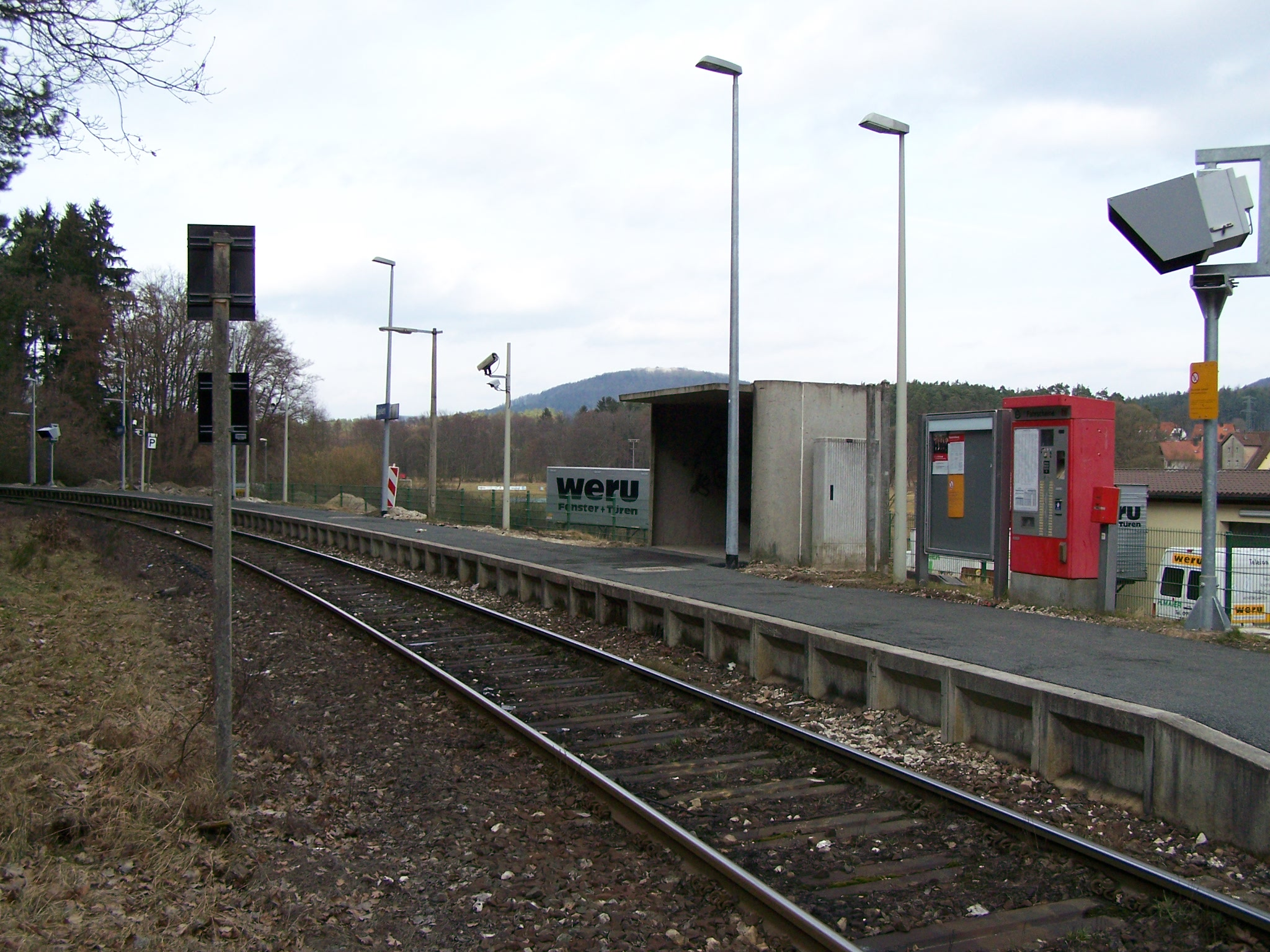
Videoüberwachungsanlage an einem Haltepunkt, der in einem Bogen liegt

Die S-Bahn-Triebzüge der DB der DB-Baureihe 423 hatten ein fehlerhaftes TAV, welches immer wieder Unfälle durch Quetschungen verursachte. So waren die Fahrzeuge dieser Baureihen anstatt mit einem Lichtvorhang nur mit einem Sensor auf Fußhöhe ausgestattet. Diese Lichtschranke auf Fußhöhe hatte nach drei Sekunden die Tür immer zur Schließung freigegeben, obwohl die Arme der Fahrgäste noch im Einzugsbereich waren. Vor allem ältere Menschen erlitten solche Unfälle, da sich diese im Wageninneren am Geländer festhielten, um einzusteigen. Da bei den besagten Wagen auch kein Kraftbegrenzer vorhanden war, wurde die Tür mit voller Kraft geschlossen. Die DB hat beschlossen, die Türen der S-Bahn-Triebzüge freiwillig mit einem Lichtvorhang auszurüsten. Die Staatsanwaltschaft ermittelt in der Sache gegen das Eisenbahn-Bundesamt wegen fahrlässiger Körperverletzung sowie des gefährlichen Eingriffs in den Bahnverkehr, begangen durch Fahrlässigkeit.
Als weiterer Nachteil gilt das häufige Öffnen und Schließen der Türen bei längeren Aufenthalten und die damit verbundene Geräuschbelästigung für bereits im Zug befindliche Fahrgäste.
Bei Anwendung des zeitsparenden zentralen Türschließverfahren (Zwangsschließen) relativiert sich die Kostenersparnis der technikbasierten Abfertigung, da an unübersichtlichen Bahnsteigen (Bögen) ohnehin geeignete Mitarbeiter oder technische Vorrichtungen (Spiegel, Monitore) zur Zugbeobachtung vorhanden sein müssen. Bei Anwendung des dezentralen Türschließverfahren (Rücknahme der Türfreigaben) darf die Zugbeobachtung entfallen, allerdings können sich Aufenthalte in stark frequentierten Stationen durch wiederkehrenden Fahrgastwechsel verzögern.